# Kabinett Tõnisson II

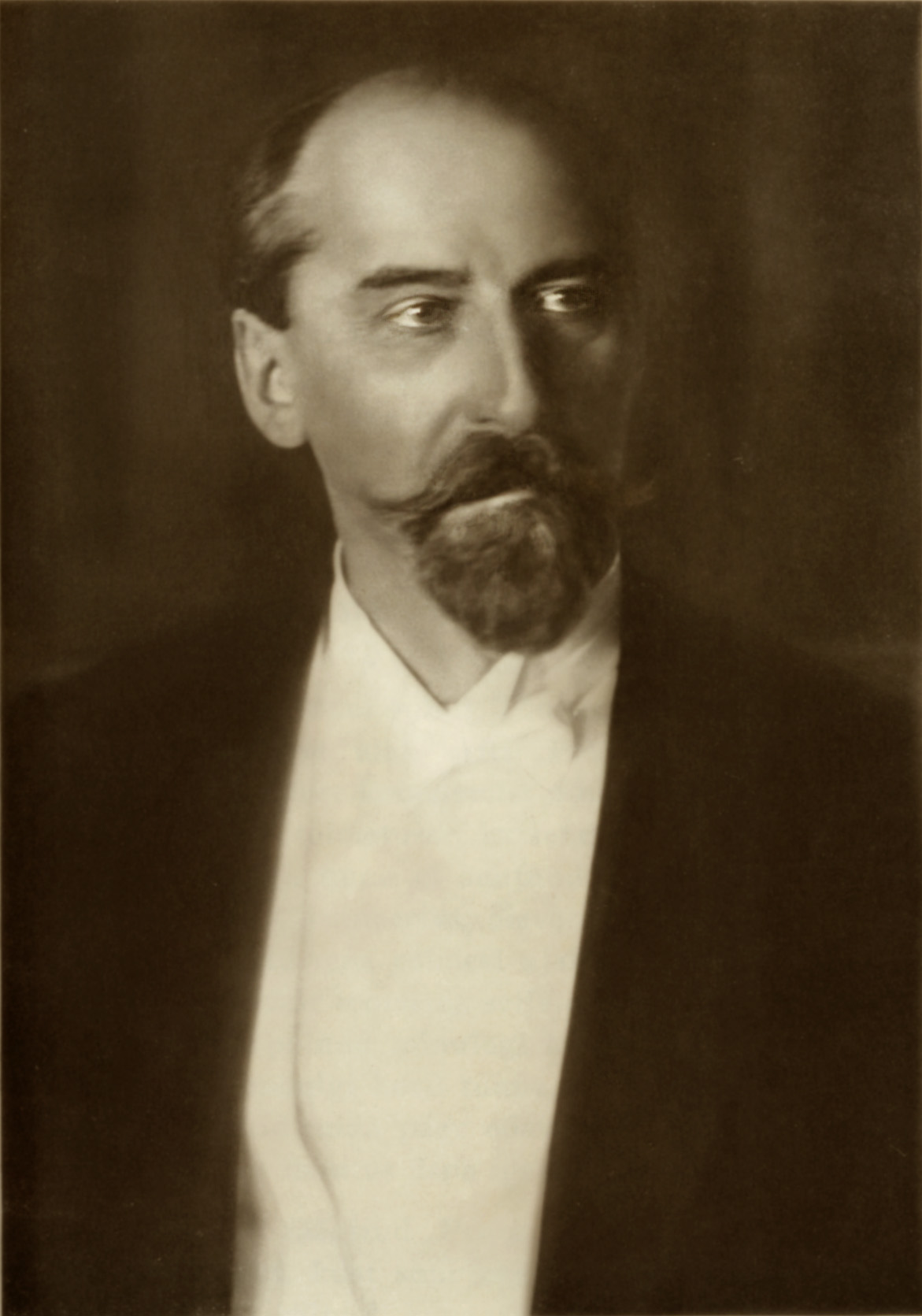
Jaan Tõnisson, hier in einer Aufnahme von 1928

Regierung der Republik Estland unter Ministerpräsident Jaan Tõnisson (Kabinett Tõnisson II). Amtszeit: 30. Juli 1920 bis 26. Oktober 1920.

## Regierung
Die Regierung Tõnisson II war nach offizieller Zählung die 7. Regierung der Republik Estland seit Ausrufung der staatlichen Unabhängigkeit 1918.
Nach dem Scheitern der ersten Regierung unter Jaan Tõnisson, die von November 1919 bis Juli 1920 im Amt war, und dem nur dreitägigen Intermezzo der Regierung Birk fiel die Aufgabe einer Regierungsbildung erneut Tõnisson zu. Sein Kabinett aus Ministern der Estnischen Volkspartei (Eesti Rahvaerakond, ER) und parteilosen Experten blieb 89 Tage im Amt.

## Kabinett
| Ressort                        | Name                    | Amtszeit                | Partei    |
| ------------------------------ | ----------------------- | ----------------------- | --------- |
| Ministerpräsident              | Jaan Tõnisson           | 30.07.1920 – 26.10.1920 | ER        |
| Außenminister                  | Ado Birk                | 30.07.1920 – 26.10.1920 | ER        |
| Innenminister                  | Karl Einbund            | 30.07.1920 – 26.10.1920 | ER        |
| Gerichtsminister               | Jüri Jaakson            | 30.07.1920 – 26.10.1920 | ER        |
| Kriegsminister                 | Aleksander Tõnisson     | 30.07.1920 – 26.10.1920 | parteilos |
| Finanzminister                 | Tõnis Vares             | 30.07.1920 – 26.10.1920 | parteilos |
| Handels- und Industrieminister | Oskar Johannes Wirkhaus | 30.07.1920 – 26.10.1920 | ER        |
| Bildungsminister               | Friedrich Sauer         | 30.07.1920 – 26.10.1920 | parteilos |
| Landwirtschaftsminister        | August Kerem            | 30.07.1920 – 26.10.1920 | ER        |
| Infrastrukturminister          | Aleksander Bürger       | 30.07.1920 – 26.10.1920 | ER        |
| Arbeits- und Sozialminister    | Adam Bachmann           | 30.07.1920 – 26.10.1920 | ER        |
| Ernährungsminister             | Jaan Kriisa             | 30.07.1920 – 26.10.1920 | ER        |